# 秋湖
秋湖(“Lacus Autumni”,拉丁文意思是"秋日之湖")是靠近月球西侧的一个月海区。朝月表正面的一侧，是一座处于东海中央的巨大撞击盆地，二个同心山脉环绕着东海，其中：内环被命名为鲁克山脉，外环称作科迪勒拉山脉。秋湖则坐落于这两个山环之间的东北区，这一月表区从地球上很难被直接观察到。
该月海中心的月面座标为9.9°S，83.9°W，大约195公里(120英里)长并呈东南-西北走向，最大地区宽度达到90-100公里(55-60英里)。
月表裸露剥落的玄武岩从高往下滚落，填塞了丘状间的低洼地区，导致该月湖不规则的外形。
秋湖的正北坐落着施吕特环形山和卫星坑"施吕特 A"陨坑。
该月表特征于1970年被国际天文联合会认定。

## 参引资料
1. ↑  秋湖 （页面存档备份，存于）,已命名行星地名索引, 国际天文联合会行星系统命名工作组(WGPSN)